# (1532) Inari
(1532) Inari es un asteroide que forma parte del cinturón de asteroides y fue descubierto por Yrjö Väisälä el 16 de septiembre de 1938 desde el observatorio de Iso-Heikkilä, Finlandia.

## Designación y nombre
Inari fue designado al principio como 1938 SM.
Más tarde se nombró por el lago finés de Inari.

## Características orbitales
Inari orbita a una distancia media de 3,004 ua del Sol, pudiendo acercarse hasta 2,845 ua. Tiene una excentricidad de 0,05284 y una inclinación orbital de 8,779°. Emplea en completar una órbita alrededor del Sol 1902 días.